# Dragaljevac Donji
Dragaljevac Donji su naseljeno mjesto u sastavu Grada Bijeljine, Republika Srpska, BiH.

## Stanovništvo
| Dragaljevac Donji  |              |
| godina popisa      | 1991.        |
| Srbi               | 453 (97,84%) |
| Muslimani          | 0            |
| Hrvati             | 2 (0,43%)    |
| Jugoslaveni        | 2 (0,43%)    |
| ostali i nepoznato | 6 (1,29%)    |
| ukupno             | 463          |